# Alekszej Boriszovics Cseremiszinov
Alekszej Boriszovics Cseremiszinov (oroszul: Алексей Борисович Черемисинов) (Moszkva, 1985. július 9. –) olimpiai, világ- és Európa-bajnok orosz tőrvívó.